# Johann André Forfang
Johann André Forfang (Tromsø, 4 de julio de 1995) es un deportista noruego que compite en salto en esquí.
Participó en los Juegos Olímpicos de Pyeongchang 2018, obteniendo dos medallas, oro en la prueba de trampolín grande por equipo (junto con Daniel-André Tande, Andreas Stjernen y Robert Johansson) y plata en el trampolín normal individual.
Ganó cinco medallas en el Campeonato Mundial de Esquí Nórdico entre los años 2017 y 2025.

## Palmarés internacional
| Juegos Olímpicos   | Juegos Olímpicos            | Juegos Olímpicos  | Juegos Olímpicos    |
| Año                | Lugar                       | Medalla           | Prueba              |
| ------------------ | --------------------------- | ----------------- | ------------------- |
| 2018               | Pyeongchang (Corea del Sur) | Medalla de oro    | TG por equipo       |
| 2018               | Pyeongchang (Corea del Sur) | Medalla de plata  | TN individual       |
| Campeonato Mundial |                             |                   |                     |
| Año                | Lugar                       | Medalla           | Prueba              |
| 2017               | Lahti (Finlandia)           | Medalla de plata  | TG por equipo       |
| 2023               | Planica (Eslovenia)         | Medalla de plata  | TG por equipo       |
| 2023               | Planica (Eslovenia)         | Medalla de plata  | TN por equipo mixto |
| 2025               | Trondheim (Noruega)         | Medalla de oro    | TG por equipo mixto |
| 2025               | Trondheim (Noruega)         | Medalla de bronce | TG por equipo       |